# Igreja de Santo António de Cascinette d'Ivrea

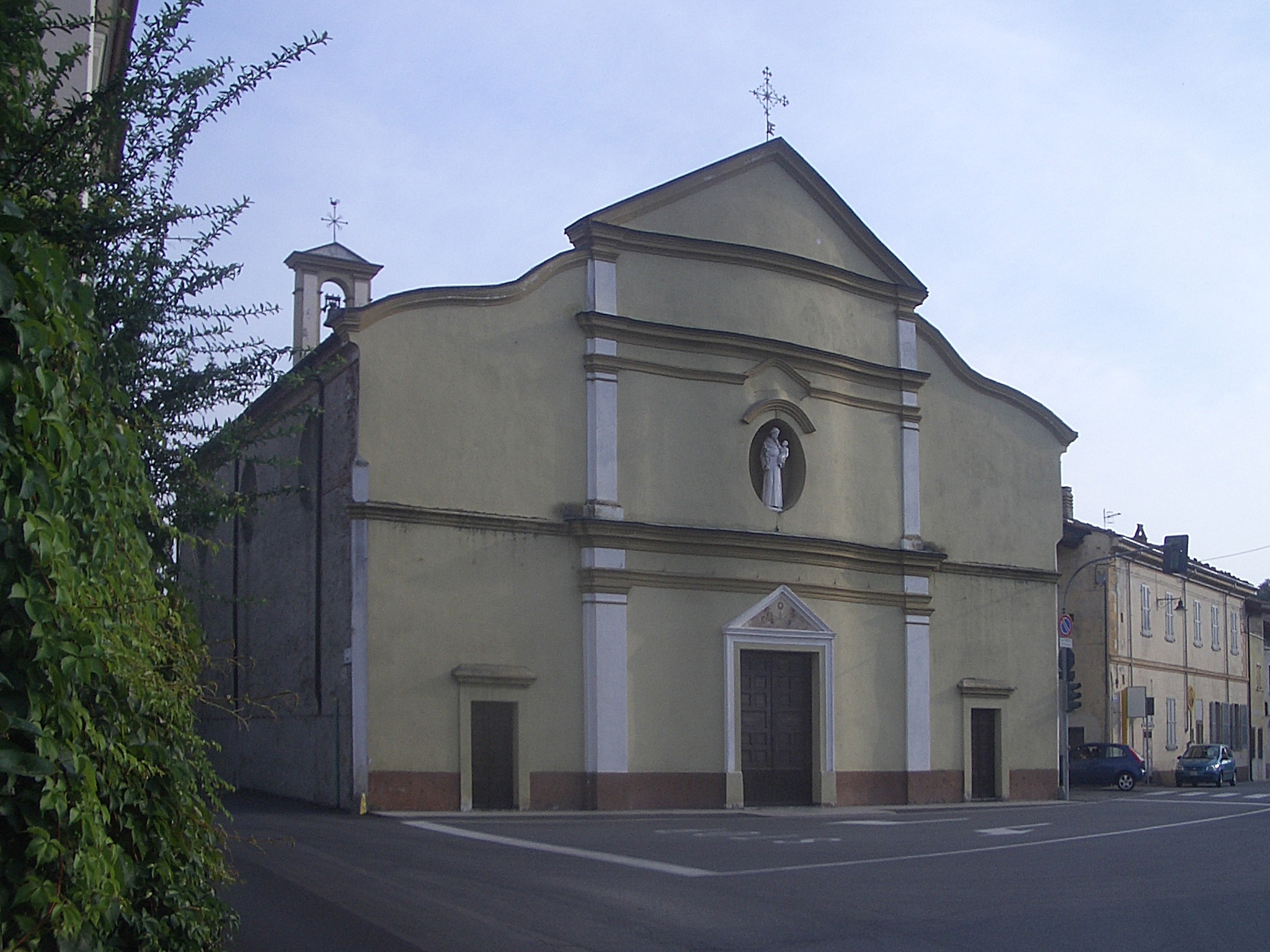

A Igreja de Santo António de Cascinette d'Ivrea fica localizada em Cascinette d'Ivrea, Piemonte, Itália e é dedicada a Santo António de Lisboa.
A primitiva capela foi construída de 1764 a 1770. Em 1834 a capela foi completamente renovada e ampliada tornando-se na Igreja paroquial de Cascinette d'Ivrea.